# بوتمرسدورف
بوتمرسدورف (به آلمانی: Bottmersdorf) یک منطقهٔ مسکونی در آلمان است که در وانزلبن-وورده واقع شده‌است. بوتمرسدورف ۷۲۸ نفر جمعیت دارد.